# خالد حدادة
خالد حدادة (1956 -) هو سياسي لبناني.

## حياته ونشأته
خالد حدادة ولد سنة 1956 في برجا ـ الشوف، لبنان
- حاز على الشهادة الثانوية ـ فرع الرياضيات في حزيران 1973.
- حاز على الإجازة الجامعية في الفيزياء في حزيران 1978.
- حاز على الكفاءة التعليمية في الفيزياء في حزيران 1979.
- نال منحة تفوق من الجامعة اللبنانية 1980 لإنجاز دراساته العليا في باريس.[2]
- نال شهادة دكتوراه في طرائق تعليم العلوم من جامعة باريس 7 شباط 1984، على أطروحة بعنوان:[3]

“دراسة ابستيمية لتطور مفاهيم البصريات عبرالتاريخ ولتطور تصورات التلامذة اللبنانيين في الميدان ذاته“

## مسيرته
- أستاذ التعليم الثانوي 1978-1988
- أستاذ متفرغ في الجامعة الللبنانية كلية التربية ـ الجامعة اللبنانية منذ 1989 حتى الآن.
- انتخب عضواً في المجلس الأكاديمي لكلية التربية من العام 1991-1996
- عمل سنوات 1993-1995 مشرفاً عاماً على تعليم العلوم في جمعية المقاصدالتي تضم أكثر من 50 مدرسة ابتدائية وثانوية على كافة الأراضي اللبنانية.
- 1995-1997 كان المشرف التربوي على أعداد المعلمين الابتدائيين في المعهد الجامعي لأعداد المعلمين التابع لجمعية المقاصد.
- منذ 1998-1999 انتخب عضواً في الهيئة التنفيذية لرابطة الأساتذة المتفرغين في الجامعة اللبنانية وأمينها العام منذ 1996-1998.[5]
- انتخب عضواً في المجلس الأكاديمي للجامعة اللبنانية منذ كانون الثاني 1998 وهو مستمر حتى الآن حيث جدد انتخابه في كانون الثاني 2001.
- عين عام 2000 نائباً لعميد كلية التربية، مسؤولاً عن الإجازات في التربية الفنية، المسرحية والموسيقية والرياضية.[6]
- مكلف من قبل مجلس الجامعة بالإشراف على شؤون الطلبة في الجامعة اللبنانية.
- عضو في عدد من الجمعيات الأهلية العاملة في لبنان.

- انتسب إلى الحزب الشيوعي اللبناني عام 1972
- 1976 انتخب مسؤولاً لمنطقة إقليم الخروب ـ جبل لبنان[7]
- الأمين العام للحزب الشيوعي اللبناني[8]
- 1981 مسؤولاً لمنطقة جبل لبنان الجنوبي
- 1987 انتخب عضواً في اللجنة المركزية في الحزب ـ المؤتمر الوطني الخامس.
- 1993 انتخب عضواً في المكتب السياسي للحزب وكان مسؤولاً عن قطاع المهن الحرة وأساتذة الجامعة اللبنانية.[9]
- 1998 في المؤتمر الثامن جدد انتخابه عضواً في المكتب السياسي للحزب مسؤولاًُ للتنظيم الحزبي.
- 2004 المؤتمر الوطني التاسع للحزب انتخب أميناً عاماً له.

## وصلات خارجية
- الموقع الرسمي للحزب الشيوعي اللبناني